# Piper striaticaule
Piper striaticaule är en pepparväxtart som beskrevs av Truman George Yuncker. Piper striaticaule ingår i släktet Piper och familjen pepparväxter. Inga underarter finns listade i Catalogue of Life.